# Katy Tur
Katharine (Katy) Bear Tur, född 26 oktober 1983 i Los Angeles i Kalifornien i USA, är en amerikansk tevejournalist. 
Katy Tur är dotter till journalisterna Zoey Tur och Marika Gerrard. Hon växte upp i Los Angeles och tog en kandidatexamen på University of California, Santa Barbara 2005.
Katy Tur började som journalist 2007 på den lokala News 12 Brooklyn och radiostationen WPIX i New York. Hon var reporter på Weather Channel 2009–2010 och därefter 2010–2012 på WNBC-TV, NBC:s lokala tevestation i New York. Åren 2012–2014 arbetade hon på NBC:s New York-kontor och från 2014 som NBC:s korrespondent i London. 
Katy Tur täckte från sommaren 2015 under 18 månader för NBC:s räkning Donald Trumps presidentvalskampanj. Vid flera kampanjtal pekade Trump ut henne vid kritik av nyhetsmedia. Vid ett tillfälle i Florida buade då Trumps supportrar ut henne och utsatte henne för spe. Hennes bok om kampanjen och hennes upplevelser under den publicerades i september 2017 i boken Unbelievable: My Front-Row Seat to the Craziest Campaign in American History.
Hon gifte sig med journalisten Tony Dokoupil 2017.